# .ne
.ne es el dominio de nivel superior geográfico (ccTLD) para Níger.